# 伊斯法罕地鐵
伊斯法罕地鐵（波斯語: مترو اصفهان）是伊朗第三大城市伊斯法罕的城市軌道交通系統，於2015年10月15日開始營運，目前有1條線路與20座車站，總長20.2公里。